# Fritz Ligges

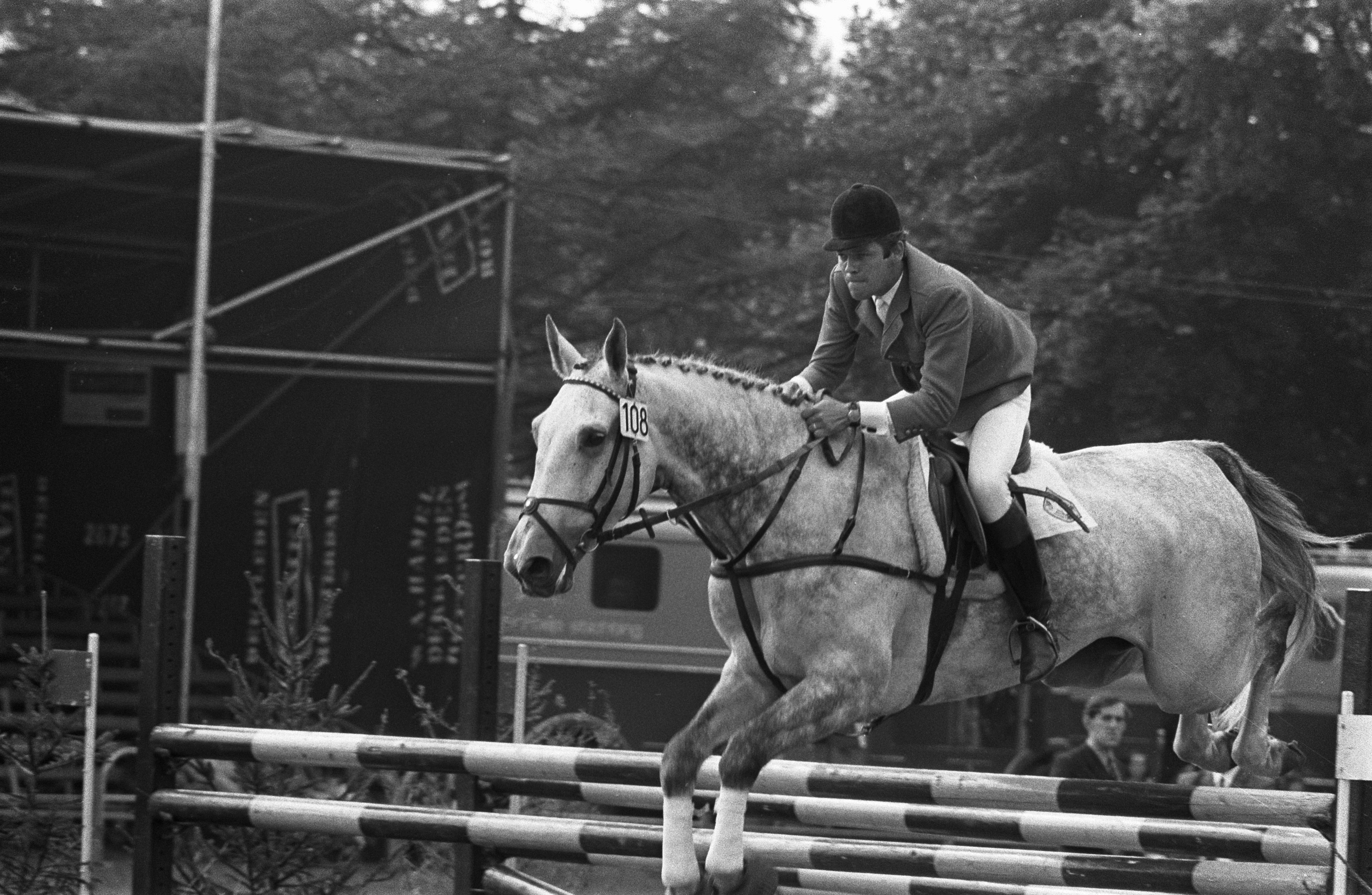
Fritz Ligges beim Nationenpreis der Springreiter von Rotterdam 1971

Fritz Ligges (* 29. Juli 1938 in Asseln; † 21. Mai 1996 in Herbern) war ein deutscher Vielseitigkeits- und Springreiter und Bundestrainer der Jugend. Er feierte Erfolge in den 1960er bis 1980er Jahren, unter anderem errang er Einzel- und Mannschafts-Medaillen bei Olympischen Spielen.

## Biographie

### Privates
Geboren wurde Ligges als Sohn einer Landwirtfamilie. Sein Vater züchtete Kaltblüter als Arbeitstiere für den Verkauf und hielt ein paar Ponys. Auf diesen Ponys lernte Ligges schon in jungen Jahren reiten und den Umgang mit Pferden. Er besuchte die Realschule in Dortmund und nach seinem Abschluss dort die Landwirtschaftsschule, um eines Tages den Hof seines Vaters zu übernehmen. Seine zweijährige praktische Ausbildung in einem landwirtschaftlichen Betrieb brach er vorzeitig ab, um sich ganz dem Reiten widmen zu können.
1968 heiratete er Ulrike Lauterjung, mit der er zwei Söhne hatte.

### Sportliches
1959 machte er durch Erfolge auf ländlichen Turnieren auf sich aufmerksam und wurde vom DOKR zu Lehrgängen nach Warendorf eingeladen, wo er unter anderem von Hans Günter Winkler unterrichtet wurde. Zu dieser Zeit lag Ligges Hauptaugenmerk noch auf der Vielseitigkeitsreiterei. Bereits 1960 qualifizierte er sich in dieser Disziplin für die Olympischen Spiele, wurde aber trotzdem nicht nominiert, weil man erfahreneren Reitern den Vorzug gab. 1961 und 1962 errang er jeweils mit Föhn die Deutsche Meisterschaft der Vielseitigkeitsreiter.
Um sich optimal auf die Olympischen Spiele 1964 vorbereiten zu können, siedelte er 1962 für zwei Jahre mit seinen Pferden nach Warendorf über. Die Qualifikation glückte und diesmal bestand auch kein Zweifel an seiner Nominierung, auch wenn sein bestes Pferd Föhn verletzt ausfiel. Auf seinem zweiten Pferd Donkosak errang er bei den olympischen Wettbewerben jeweils die Bronzemedaille in der Mannschafts- und in der Einzelwertung. Nach den Spielen orientierte er sich um und widmete sich vornehmlich der Springreiterei.
Ab 1967 engagierte sich Ligges mehr und mehr auch als Trainer, wobei er von seinen Reiterkollegen den Spitznamen "Damentrainer" verpasst bekam, weil er überwiegend Amazonen unterrichtete.
Für die Olympischen Spiele 1972 in München konnte sich Ligges erneut qualifizieren und wurde auch für die Mannschaft nominiert. Und obwohl er und sein Pferd Robin im Vorfeld als schwächstes Paar des deutschen Quartetts mit Gerd Wiltfang, Hartwig Steenken und Hans Günter Winkler eingeschätzt wurden, bewiesen sie ihr Können und beendeten als bestes deutsches Paar den Mannschaftswettbewerb, den die Mannschaft mit der Goldmedaille abschloss.
Dafür wurde er am 11. Dezember 1964 mit dem Silbernen Lorbeerblatt ausgezeichnet.
Kurz nach dem olympischen Wettbewerb brach sich sein Pferd Robin ein Bein und musste nach langem Kampf letztendlich eingeschläfert werden. Auch das war ein Grund dafür, dass Ligges sich mehr und mehr auf die Ausbildung junger Pferde und Reiter fokussierte. So wurde beispielsweise das damalige Schweizer Talent Markus Fuchs bei Ligges trainiert.
Parallel zu seiner Karriere engagierte sich Ligges auch in der Zucht und baute sein eigenes Gestüt auf, dessen erstes Aushängeschild bis zu seinem Verkauf 1979 an Leon Melchior nach Zangersheide der Hengst Ramiro war. Ebenfalls im Jahr 1979 verkaufte Ligges den elterlichen Hof und baute bei Münster ein neues Anwesen, wo das Gestüt Ligges noch heute beheimatet ist.
Für die Olympischen Spiele 1984 in Los Angeles qualifizierte er sich letztmals und gewann auf Ramzes Mannschafts-Bronze.
1986 zog sich Ligges aus dem aktiven Sport zurück und übernahm das Amt des Bundestrainers der Junioren und Jungen Reiter, mit denen er bis 1996 insgesamt 34 Medaillen auf internationalen Championaten gewinnen konnte. 1990 wurde ihm von der FN der Titel des Reitmeisters verliehen. Außerdem engagierte er sich stark beim Westfälischen Pferdestammbuch, dessen Vorstand er zehn Jahre angehörte und wo er Mitglied der Körkommission und des Auktionsteams war.
Am 21. Mai 1996 starb Ligges an einem Herzinfarkt in seinem Heimatort Herbern. In Erinnerung an ihn erhielt im Jahr 2010 im Dortmunder Stadtteil Asseln eine neugebaute Straße den Namen Fritz-Ligges-Straße.

## Erfolge
- Olympische Spiele:
  - 1964 in Tokio: Bronzemedaille Mannschaft, Bronzemedaille Einzel auf Donkosak in der Vielseitigkeit
  - 1972 in München: Goldmedaille Mannschaft, Einzelwertung 8. auf Robin im Springreiten
  - 1984 in Los Angeles: Bronzemedaille Mannschaft auf Ramzes im Springreiten
- weitere:
  - 2× Deutscher Meister der Vielseitigkeitsreiter (1961 und 1962 jeweils auf Föhn)
  - Sieger im Großen Preis von Deutschland (1966 auf Finette)